# 주가조작
주가조작(株價操作, 영어: stock price manipulation)은 시세차익을 목적으로 주가 형성에 인위적으로 개입하는 행위를 말한다. 자금력을 이용해 주가를 인위적으로 끌어올려 투자자들을 현혹한다거나, 거짓 정보를 흘려 타인을 속이는 등의 불공정 거래를 의미한다. 정치테마주와 같이, 실체가 불분명한 테마주와 연관되는 경우도 빈번하다.
주가조작에 의해 뚜렷한 이유 없이 주가가 급등하는 주식을 작전주(作戰株)라고 한다.

## 사례
역사적/세계적으로 유명한 사례로는 영국의 남해 거품 사건이 있다. 이 사건은 아이작 뉴턴이 전재산을 잃게 만든 주가조작 사건으로도 잘 알려져 있다.
일본에서는 라이브도어 주가 조작 사건이 유명하다. 2006년 1월 18일, 이 사건으로 라이브도어에 대한 매도주문이 폭주해 도쿄 증시는 시스템 처리 능력을 초과할 우려가 생기자 모든 종목의 거래를 중단하는 긴급조치를 취했다.
대한민국에서 유명한 사례로는 루보 사태, 플래닛82 주가 조작 사건, BBK 주가 조작 사건, CNK 주가조작 사건 등이 있다. 루보 사태는 1,500억원이라는 거대 자본이 투입되어 사상 최대의 규모를 자랑하고, BBK는 당시 대통령 후보가 연루된 회사였기 때문에 대중에 잘 알려졌다.
2012년 대선을 앞두고 대선 주자들과의 인맥이 있는 회사들을 중심으로 한 정치테마주 광풍 역시 주가조작 세력들의 개입에 의한 것으로 알려져 있다.

## 방식
미국 증권거래소법에서는 주식에 관련한 부정행위(scam)를 다음과 같은 세가지 유형으로 정의하고 있다.
1. 행위에 의한 주가조작 (Action-based) : 주식을 매입한 후 인수합병을 시도한다거나, 악재를 알고 있는 상태에서 주식을 매각하는 행위 등이다. 미공개 정보를 이용하여 미리 매수/매도 행위를 하는 것을 의미한다.
2. 정보에 의한 주가조작 (Information-based) : 루머나 거짓정보를 흘리는 방식이다. 뉴스나 공시 등을 통하는 방식으로 타인을 속이는 불공정 거래이다.
3. 거래에 의한 주가조작 (Trading-based) : 자금력을 이용해 주가 조작을 하는 것으로, 시세조종을 하는 것을 의미한다.

대한민국의 금융당국에서도 이 정의를 그대로 사용하여 다음과 같이 세가지로 주가조작을 정의하고 있다.
1. 미공개 정보 이용 : 기업의 내부 정보를 이용해 주식 투자를 하는 경우
2. 부정거래행위 : 허위공시, 언론 등을 이용해 거짓 정보를 유출하는 것
3. 시세조종 : 자금력을 이용한 매수와 매도로 주가를 인위적으로 끌어올리거나 끌어내리는 행위

위 정의의 1번 즉 미공개 정보를 이용하여 미리 주식을 매매하는 행위는 불법행위이기는 하지만 시세를 직접 조종하는 행위는 아니기 때문에 일상 용어에서는 주가조작이라는 말을 쓰지 않는다.
최근에는 미국의 트레이딩회사에서 알고리즘 트레이딩을 이용한 신종 주가조작이 금융감독원에 의해 적발되기도 했다.
대부분의 경우, 주가조작은 팀 단위로 이루어진다. 그러한 조작 행위를 '작전'(作戰, Scam)이라고 하며, 작전에 연루된 사람들을 '작전세력'이라고 지칭한다.

## 문화콘텐츠에서의 등장
주가조작을 소재로 한 영화로 배우 박용하 주연의 작전이 있다. 이는 한국에서 처음으로 시도된 주식을 소재로 한 영화이다. 소설 중에도 주가조작을 소재로 한 '작전'이라는 작품이 있다.

## 같이 보기
- 주식 투자
- 테마주
- 정치테마주
- 우량주
- 잡주
- 동전주

## 참고자료
- 작전을 말한다, 하진수 안재만 지음, 참돌,  2013년 4월
- 증시의 검은 사조직 ① "돈-정보 있는데, 대통령도 안부럽다"
- 증시의 검은 사조직 ② 작전에 정통 증권맨이 뛰어든다